# サシヤン・グナナセカラン
サシヤン・グナナセカラン （Sathiyan Gnanasekaran, 1993年1月8日 - ）は、インド・チェンナイ出身の卓球選手。ITTF世界ランキング最高位は24位。
2020年2月、Tリーグの岡山リベッツで2020-21シーズンからプレーすることを自身のInstagramで明らかにした。